# Brandon Webb
Brandon Webb (ur. 1974) – były żołnierz Marynarki Wojennej USA, komandos, snajper i instruktor United States Navy SEALs oraz operator innych agencji rządowych.
Po wstąpieniu do Marynarki Wojennej USA odbył szkolenie SAR oraz zwalczania okrętów podwodnych, po czym ukończył kurs BUD/S i został komandosem United States Navy SEALs. Brał udział w operacjach na Bliskim Wschodzie, między innymi podczas ataku na USS „Cole”, misji w Afganistanie i Iraku. Po powrocie z misji został mianowany instruktorem, a następnie szefem kursu snajperskiego United States Navy SEALs. Brał udział w szkoleniu, między innymi, Chrisa Kyle'a oraz Marcusa Luttrella. Po zakończeniu służby wojskowej pracował dla agencji rządowych, a następnie założył własną firmę zajmującą się szkoleniem snajperów.
Jest autorem książek: The 21st Century Sniper: A Complete Practical Guide oraz The Red Circle (wydanej w Polsce pod tytułem Czerwony krąg przez Społeczny Instytut Wydawniczy Znak.